# 베케슈처버
베케슈처버(헝가리어: Békéscsaba, 독일어: Tschabe, 슬로바키아어: Békešská Čaba, 루마니아어: Bichişciaba)는 헝가리 남동부에 위치한 도시로, 베케시 주의 주도이며 면적은 193.94km2, 인구는 64,074명(2011년 기준), 인구 밀도는 342명/km2이다. 도시 이름은 '베케시'(Békés)와 '처버'(Csaba)의 합성어인데 '베케시'는 헝가리어로 "평화로운"을 뜻하는 단어이며 '처버'는 튀르키예어에서 유래된 헝가리어 남자 이름이다.

## 역사
1330년대 문헌에서 처버(Csaba)라는 이름을 가진 마을이 등장했다. 처버는 다른 마을과 마찬가지로 오스만 제국이 헝가리를 정복한 뒤에도 계속 남아 있었지만 17세기 오스만 제국과의 전쟁 때까지 명맥이 끊어졌다.
1715년 당시만 해도 처버는 황폐한 곳으로 남아 있었지만 불과 1년 만에 세금을 납부한 마을 목록을 기록한 문서에 등장했다. 헝가리를 오스만 제국의 지배로부터 해방시킨 공로로 베케시 주를 구입한 하루케른 야노시 죄르지(Harruckern János György)가 새 처버를 건설했다고 전해진다.

## 인구
민족 (2001년 인구 조사 기준):
- 헝가리인: 93.8%
- 슬로바키아인: 6%
- 독일인: 0.6%
- 루마니아인: 0.4%

종교 (2001년 인구 조사 기준):
- 로마 가톨릭 교회: 24.2% (주로 헝가리인이 믿음)
- 루터교: 20.5% (주로 슬로바키아인이 믿음)
- 칼뱅주의: 10.9% (헝가리인만 믿음)
- 그 외의 종교: 2.1% (주로 기독교)
- 무신론: 30.5%
- 무응답, 불명: 10.8%

## 자매 도시
- 독일 비텐베르크
- 핀란드 미켈리
- 러시아 펜자
- 세르비아 즈레냐닌
- 폴란드 타르노프스키에구리
- 슬로바키아 트렌친
- 우크라이나 우지호로드